# Yakup Yıldız
Yakup Yıldız (4 de octubre de 2002) es un deportista turco que compite en tiro con arco, en la modalidad de arco compuesto. Ganó cuatro medallas en el Campeonato Europeo de Tiro con Arco al Aire Libre, en los años 2021 y 2022.

## Palmarés internacional
| Campeonato Europeo al Aire Libre | Campeonato Europeo al Aire Libre | Campeonato Europeo al Aire Libre | Campeonato Europeo al Aire Libre |
| Año                              | Lugar                            | Medalla                          | Prueba                           |
| -------------------------------- | -------------------------------- | -------------------------------- | -------------------------------- |
| 2021                             | Antalya (Turquía)                | Medalla de oro                   | Individual                       |
| 2021                             | Antalya (Turquía)                | Medalla de oro                   | Equipo                           |
| 2022                             | Múnich (Alemania)                | Medalla de oro                   | Equipo                           |
| 2022                             | Múnich (Alemania)                | Medalla de plata                 | Individual                       |